# Big Island, Labrador
Big Island är en ö i Kanada.   Den ligger i provinsen Newfoundland och Labrador, i den östra delen av landet, 1 700 km nordost om huvudstaden Ottawa. Arean är 20,8 kvadratkilometer.
Terrängen på Big Island är lite kuperad. Öns högsta punkt är 361 meter över havet. Den sträcker sig 6,2 kilometer i nord-sydlig riktning, och 7,0 kilometer i öst-västlig riktning.